# Setina aurita

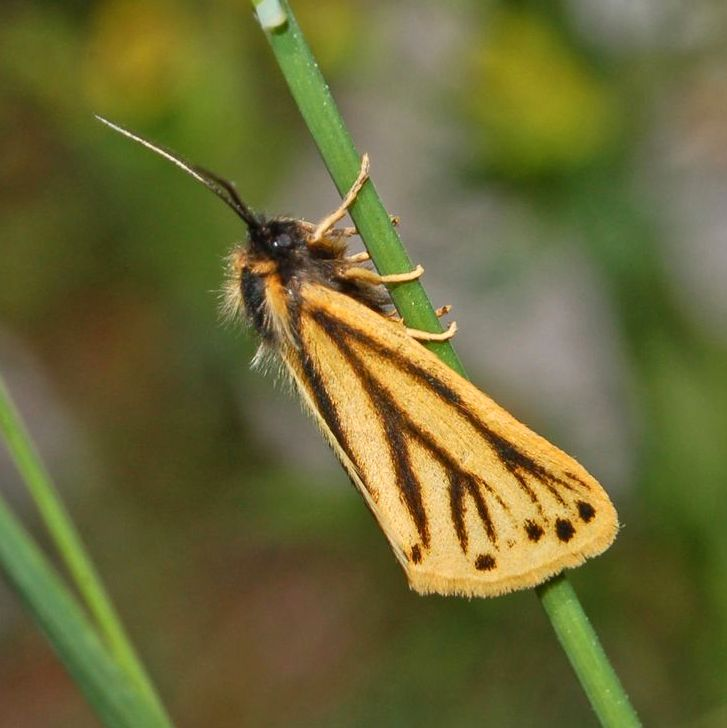
Arctiidae - Setina aurita

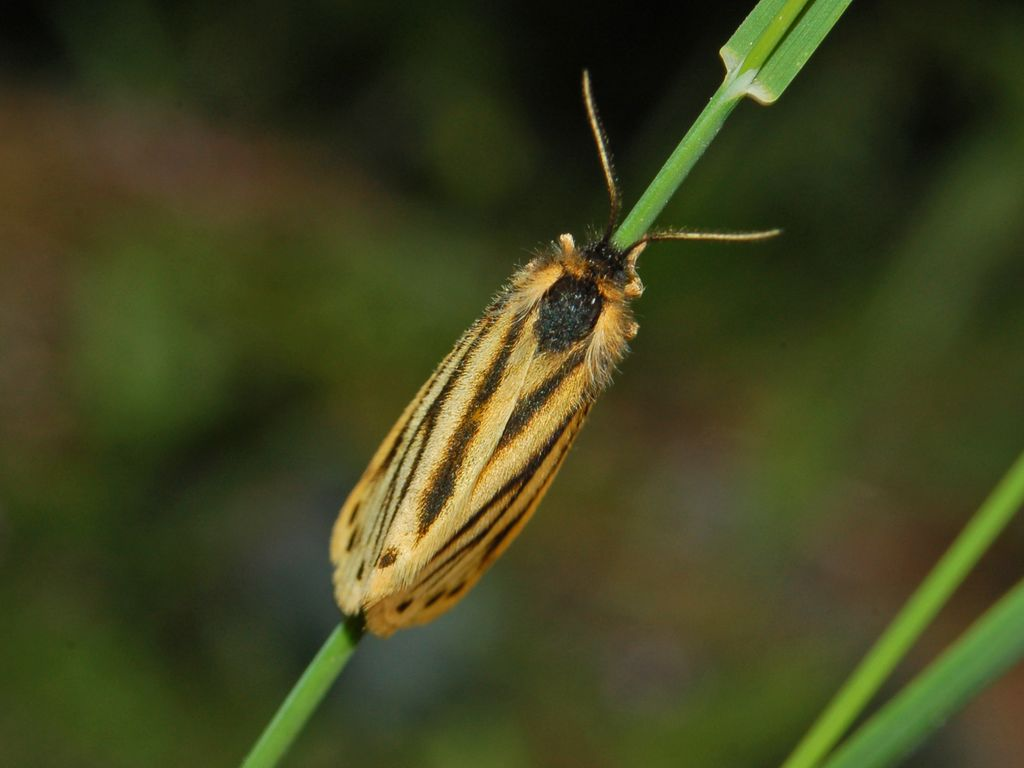
Arctiidae - Setina aurita

Setina aurita là một loài bướm đêm thuộc phân họ Arctiinae, họ Erebidae. Nó chỉ thấy ở Anpơ giữa 1.000 và 3.000 mét trên mực nước biển.
Sải cánh dài 25–32 mm. Con trưởng thành bay từ tháng 4 đến tháng 10 tùy theo địa điểm.
Ấu trùng ăn loài Xanthoria parietina và các loài địa y khác.